# Steno Stenberg
Steno Johannes Stenberg, född 26 juni 1870 i Kungsholms församling, Stockholm, död 1 november 1940 i Oscars församling, Stockholm
, var en svensk jurist och politiker. 

Stenberg var konsultativt statsråd 1914–1917 och justitieminister från mars till oktober 1917. Han var son till Sten Stenberg.
Stenberg blev juris kandidat vid Uppsala universitet 1894 och 1902 adjungerad ledamot i Svea hovrätt, där han avancerade till assessor 1907 och hovrättsråd 1910. Under tiden hade han varit tillförordnad revisionssekreterare 1906 och biträtt i Justitiedepartementet för lagstiftningsfrågor 1906–08 samt förordnats till expeditionschef där 1909, ett förordnande, som han ännu innehade, då han 16 februari 1914 utnämndes till konsultativt statsråd i Hammarskjölds ministär. Vid dess avgång inträdde han 30 mars 1917 som justitieminister i Swartz ministär, en post han behöll till regeringens avgång den 19 oktober 1917. 1917 blev Stenberg justitieråd.
År 1932 promoverades Stenberg till juris hedersdoktor vid Uppsala universitet. Stenberg blev även stödjande ledamot av Kungliga Gustav Adolfs Akademien för svensk folkkultur 1934. Han är begravd på Norra begravningsplatsen utanför Stockholm.

## Utmärkelser
- Kommendör med stora korset av Nordstjärneorden, 6 juni 1923.[4]
- Kommendör av första klassen av Nordstjärneorden, 5 juni 1915.[5]
- Kommendör av andra klassen av Nordstjärneorden, 6 juni 1913.[6]